# Воскресенские
Воскресе́нские — русские дворянские роды, происходящие из среды православного духовенства. Фамилия родов относится к семинаристским фамилиям.

## История
Представители родов Воскресенских внесены в Дворянские родословные книги:
- Владимирской губернии (часть III; 1844, 1861)
- Вологодской губернии (часть III; 1795)
- Воронежской губернии
- Калужской губернии (часть III; 1884, 1900)
- Киевской губернии (часть III; 1884, 1891)
- Костромской губернии (часть III)
- Московской губернии (часть III)
- Нижегородской губернии (часть III; 1839, 1848, 1885)
- Новгородской губернии (часть III; 1860)
- Оренбургской губернии
- Орловской губернии
- Пензенской губернии (часть III; 1847, 1890)
- Полтавской губернии (часть I)
- Рязанской губернии (часть III; 1845)
- Санкт-Петербургской губернии (часть I; 1819) (часть III; 1814)
- Саратовской губернии
- Симбирской губернии (часть III; 1893)
- Ставропольской губернии (часть III; 1849)
- Тамбовской губернии
- Тверской губернии (часть III; 1847)
- Тульской губернии (часть III; 1836, 1879, 1892, 1894, 1895, 1899, 1908)
- Ярославской губернии

## Род Воскресенских Рязанской губернии
Родоначальником рода Воскресенских Рязанской губернии является Михаил Андреевич Воскресенский (1802—?) — выходец из духовного сословия, который 1 мая 1845 года был внесён в Часть III Дворянской родословной книги Рязанской губернии. Он окончил Тверскую духовную семинарию. С 1824 года работал учителем 2-го класса в Тульском уездном училище, одновременно в 1827—1832 гг. преподавал древнегреческий язык в Тверской губернской гимназии. 23 июня 1827 года был пожалован в коллежские секретари, 23 июня 1830 года — в титулярные советники. В 1835 году был определён штатным смотрителем в Епифанское уездное училище. 22 августа 1841 года получил Знак отличия беспорочной службы за 25 лет. 29 сентября 1841 года был пожалован в коллежские асессоры. В 1843 году был определён в Данковское уездное училище.
Был женат на Татьяне Ивановне Дудыловой. У них было 5 детей: Александра Михайловна Воскресенская (1827—?), Николай Михайлович Воскресенский (1830—?), Ардалион Михайлович Воскресенский (1832—?), Евстафий Михайлович Воскресенский (1835—?), Юлия Михайловна Воскресенская (1837—?).